# 黒田泰治
黒田 泰治（くろだ やすじ、1897年（明治30年） - 1976年（昭和51年）12月10日）は、日本の武術家。号は鉄心斎。身長165cm。
黒田家に代々伝わってきた武術である民弥流居合術、駒川改心流剣術、四心多久間流柔術、椿木小天狗流棒術、誠玉小栗流殺活術を引き継ぐ振武館の道場主。
父は黒田正郡。振武館の技は泰治の子の黒田繁樹、そして孫の黒田鉄山へと継承された。
古武術の高度な理合を昭和の時代に体現することのできた達人であったと評される。

## 年譜
- 明治30年（1897年）　富山県富山市に生まれる。
- 明治34年（1901年）　父正郡を師として武門に入る。
- 明治37年（1904年）　父正郡と大日本武徳会の京都武徳殿大会に出場し駒川改心流剣術内表太刀を演じ有栖川宮（ありすかわのみや）より特に賜杯（しはい）を受ける。
- 明治42年（1909年）　四心多久間流柔術、駒川改心流剣術の目録状を授与される。
- 大正3年（1914年）　民弥流居合術、誠玉小栗流殺活術の目録及び四心多久間流柔術免許状を授与される。
- 大正5年（1916年）　椿木小天狗流棒術目録状、駒川改心流剣術免許状及四心多久間流柔術皆伝印可を受ける。埼玉県北足立郡大宮町高鼻（現：さいたま市大宮区高鼻町）に町道場を開く。
- 大正12年（1923年）　民弥流居合術免許状、誠玉小栗流殺活術免許状、駒川改心流剣術秘伝之巻、大天狗流極意之巻を受ける。
- 昭和8年（1933年）　埼玉県北足立郡大宮町仲町（現：さいたま市大宮区仲町）に道場を新設する。
- 昭和15年（1940年）　京都武徳殿での皇紀紀元二千六百年祭に出場総裁　梨本宮賜杯を受け居合術錬士号を授与される。
- 昭和19年（1944年）　日本古武道振興会本部より評議員、八段教士号を受ける。大日本武徳会埼玉県支部剣道部幹部を依嘱される。居合術達士八段を受ける。
- 昭和21年（1946年）　アメリカ駐屯軍を訪ね、連合国軍最高司令官総司令部教育部長ルーミス博士らに日本武道の真髄を説き、日本で最初の武道の許可を取る。
- 昭和22年（1947年）　埼玉県大宮市（現：さいたま市大宮区高鼻町）の氷川神社へ米軍将兵を招待し、終戦後はじめての武道大会を独力で開催。剣道復興の先鞭をつける。
- 昭和30年（1955年）　中山博道より居合道範士号を受ける。『駒川改心流剣術教書』を出版する。
- 昭和51年（1976年）12月10日没。81歳。

## エピソード
- 十代のとき、直径15cmほどの柿の木を一太刀で切り倒した。
- 泰治が子供の頃よく酒を買いに行かされた居酒屋は大きな犬を飼っており、前を通っただけでよく吠え付いた。ある日、酒を買いに行かされたがその日の酒屋は休みであった。店の人に声をかけようと木戸を開いた瞬間、例の犬が中から突然泰治に襲い掛かる。「危ないっ」とばかりに飛び下がりざま太刀を抜いたところ、犬の首が転がった。
- 大陸で馬賊に襲われた時、相手を小銃ごと真っ二つに斬った。
- 暗闇のなかで円陣を組んだ目録・免許の人間の面、篭手をすべて受け応じ、打ち返した。
- 真っ向から切り込んでくる真剣を扇の要で受けることができた。
- あるときその扇の要が割れてしまった。おっと危ないと頭を左に避け、肩に傷をおった（要が割れてから真剣が頭に達するまで数十分の一秒）
- 米俵ほどの太さの巻藁二つ（中に砂の詰まった孟宗竹が三本）を、刃のついていない刀で一息に切って落とした。
- 宙に投げ上げたマッチ棒を居合で斬断することができた。
- 力士五人に押さえつけられた状態からいとも簡単にすっくと立ち上がった。
- 鳥獣店の高級金魚に気を当ててすべて気絶し、ひっくり返して浮かせた。店主が慌てていたところ、また気を当てて元に戻した。
- 人に饅頭の幻覚を見せ、何もないところから饅頭（の幻）をつまんで「うまいうまい」と食わせる悪戯をした。
- 昭和を代表する剣道家・剣術家で「昭和の剣聖」と謳われた中山博道は黒田泰治の技に惚れ込み、何度も振武館を訪ねている。

※以上は孫の黒田鉄山が祖父から伝え聞いた話として著書等で語ったものである。